# Campionati del mondo di ciclismo su strada 1952
I Campionati del mondo di ciclismo su strada 1952 si disputarono a Lussemburgo in Lussemburgo il 24 agosto 1952.
Furono assegnati due titoli:
- Prova in linea Uomini Dilettanti, gara di 194,000 km
- Prova in linea Uomini Professionisti, gara di 280,000 km

## Storia
Per la prima volta il Lussemburgo ospitò i mondiali su strada, con la selezione belga, guidata da Rik Van Steenbergen e Stan Ockers, contrapposta all'Italia di Gino Bartali e Fiorenzo Magni. Fu proprio Bartali ad animare la corsa, attaccando ripetutamente e costringendo i belgi a ricucire ogni volta i distacchi. Tuttavia, i tentativi dell'italiano non andarono mai a buon fine e per la prima volta il mondiale si decise con un arrivo in volata: Van Steenbergen, il favorito in un arrivo del genere, rimase chiuso e fu il tedesco Heinz Müller a tagliare per primo il traguardo. Su quarantotto corridori partiti, trentotto conclusero la prova.
L'Italia conformò il titolo nella prova dilettanti, con Luciano Ciancola campione del mondo.

## Medagliere
| Pos.   | Nazione        | Oro | Argento | Bronzo | Totale |
| ------ | -------------- | --- | ------- | ------ | ------ |
| 1      | Germania Ovest | 1   | 0       | 1      | 2      |
| 2      | Italia         | 1   | 0       | 0      | 1      |
| 3      | Belgio         | 0   | 1       | 0      | 1      |
| 3      | Svizzera       | 0   | 1       | 0      | 1      |
| 5      | Lussemburgo    | 0   | 0       | 1      | 1      |
| Totale | Totale         | 2   | 2       | 2      | 6      |

## Sommario degli eventi
| Eventi                 | Oro                         | Tempo                      | Argento                       | Tempo | Bronzo                        | Tempo |
| Uomini Professionisti  |                             |                            |                               |       |                               |       |
| Gara in linea dettagli | Heinz Müller Germania Ovest | 7h05'51" Media 39,449 km/h | Gottfried Weilenmann Svizzera | s.t.  | Ludwig Hörmann Germania Ovest | s.t.  |
| Uomini Dilettanti      |                             |                            |                               |       |                               |       |
| Gara in linea dettagli | Luciano Ciancola Italia     | 4h22'11"                   | André Noyelle Belgio          | ?     | Roger Ludwig Lussemburgo      | ?     |